# Da capo
Италијанска ознака Da capo користи се као навигациони маркер за понављање свирања нотног текста и значи од почетка (скраћено D.C. изговара се да капо, од почетка). Када се одсвира до ознаке D.C., врати се на почетак композиције и понови се до истог места.
Доњи нотни пример речено илустрије. Свира се од почетка до скраћенице D.C. (da capo = од почетка), што музичара наводи да се врати на сам почетак и све исто да понави. 

## УпотребаD.C.у музици
Da capo или D.C. може бити праћен следећим изразима:
1. al fine — до краја (Fine).
- Da capo al Fine (D.C. al Fine) значи од знака до краја.

2. al coda — до коде
- Da capo al Coda (D.C. al Coda) значи од знака до Коде.

3. da capo — од почетка
- Da capo al segno (D.C. al segno) значи од почетка до знака.